# Miejski Urząd Bezpieczeństwa Publicznego w Częstochowie
Miejski Urząd Bezpieczeństwa Publicznego w Częstochowie (MUBP Częstochowa) – jednostka terenowa Ministerstwa Bezpieczeństwa Publicznego operująca na terenie miasta Częstochowa w latach 1945-1954 (dla pobliskich miejscowości właściwy był PUBP).
Podlegał bezpośrednio WUBP w Kielcach. Jego siedziba mieściła się przy ul. Śląskiej 22; od 1948 przy ul. Parkowej 4/6 (następnie Starucha, obecnie ks. Popiełuszki).

## Kierownictwo (szefostwo)
Kierownicy (szefowie):
- 13 I 1945 - 10 IV 1945 Władysław Dziadosz
- maj-listopad 1945 Wincenty Podłubny
- listopad 1945-maj 1946 Stanisław Korol
- 3 IX 1946 - 1 XI 1947 Czesław Borecki

Zastępcy kierownika (zastępcy szefa):
- styczeń-marzec 1945 Stanisław Musiał
- do 20 lipca 1945 Kazimierz Zborowski
- 8 VIII 1945 - 6 IX 1946 Jan Brol
- grudzień 1945 - wrzesień 1946 Jan Jakóbczak

## Literatura
- "Twarze radomskiej bezpieki", Wyd. IPN.
- Aparat bezpieczeństwa w Polsce. Kadra kierownicza (1944-1956) t. I, red. Krzysztof Szwagrzyk, Instytut Pamięci Narodowej, Warszawa 2005.